# Diecezja Kon Tum
```

```

Diecezja Kon Tum – diecezja rzymskokatolicka w Wietnamie. Powstała w 1932 jako wikariat apostolski. W 1960 podniesiona do rangi diecezji.

## Lista biskupów
- Martial-Pierre-Marie Jannin, M.E.P. † (1933 - 1940)
- Jean-Liévin-Joseph Sion, M.E.P. † (1941 - 1951)
- Paul-Léon Seitz, M.E.P. † (1952 - 1975)
- Alexis Phạm Văn Lộc † (1975 - 1995)
- Pierre Trần Thanh Chung (1995 - 2003)
- Michel Hoàng Đức Oanh, (2003 - 2015)
- Luy Gonzaga Nguyễn Hùng Vị (od 2015)